# ユセフ・トルコ
ユセフ・トルコ（1931年5月23日 - 2013年10月18日）は、日本の元プロレスラー、元レフェリー、俳優。本名：ユセフ・オマー（Yusuf Omar）。樺太出身。ユスフ・トルコとの表記もある。俳優のオスマン・ユセフは実兄。ユセフ・トルコの生年、出身地については文献・サイトにより異説がある。

## 来歴
トルコ人の両親の間に樺太豊原市で生まれる。父親のケマール・パッシャーは、1922年、トルコ革命の際、政治亡命をし東に向かって移動。1923年、樺太に移住、豊原で貿易商を営んだ。日本統治下の樺太で生まれ育ったため、日本語を母語同様に話した。1938年に、東京ジャーミイがある渋谷区代々木上原に移住した。
戦後、柔道家木村政彦が「拳闘の強い外人を探している」と聞き、柔道対ボクシングの興行である柔拳の選手になる。のちに1954年に日本プロレスでプロレスラーとしてデビュー。1956年に行なわれた「ウエイト別統一日本選手権大会」ではライトヘビー級に出場、東亜プロレス所属の東日出雄に40分15秒、腕固め（相手の両上腕に自分の両膝を載せてフォールする技。今日であれば「体固め」と記録される）で敗れている。この頃からレフェリーも兼任する。現役時代は波乗り固め（サーフボード・ストレッチ）を十八番技にしていた。新間寿の証言によると、練習として取り入れたヘッドギアにダンベルをぶら下げて行う首の運動では50kgから80kgのウエイトを扱っていたとされる。
力道山がレフェリーを務める試合でカウントが数えられた時に力道山の背中に片足を乗せ、力道山が振り向くと知らん顔をするなどのユーモラスなファイトで人気を得る一方、1968年1月には国際プロレスのブッカーとして大木金太郎の引き抜きを画策したグレート東郷を、松岡巌鉄を引き連れて「制裁」と称して一方的に暴行して負傷させた 。その直後、喧嘩両成敗とする目的で吉村道明に自分を殴るよう命じたが固辞され、仕方なく自分で自分の顔を殴って血まみれとなったうえで麹町署に出頭。トルコの思惑どおり、警察は「喧嘩するならリングで」との注意にとどめ、事件とはならなかった。この件で東郷は、翌日の新聞に「レフェリーより弱かった世紀の悪玉」と書きたてられ、大きく面目を失った。トルコは表面上は無期限出場停止処分を受けたものの、裏では日本プロレス社長の芳の里から、褒美として世界一周旅行のチケットを貰ったという。
日本プロレス末期のジャイアント馬場・アントニオ猪木の対立に際しては猪木派につき、猪木が追放された後も日プロに所属したが、秘密裏に後援者のパン会社社長を通して坂口征二に1千万円を提示して猪木の新団体への引き抜きを画策したことが露見し日プロを解雇された。1972年3月の新日本プロレスの旗揚げにはレフェリーとして参加。家を抵当に入れてまで同団体の旗揚げに尽力したが、新間寿との不仲などのトラブルが原因で1年で辞めており、猪木やプロレス業界と疎遠となる。その後はハワイで不動産業、電気工事会社役員などを務めたが、特殊株主活動に興味を持ち、コミッショナーだった二階堂進を介して衆議院議員出身の超大物総会屋・栗田英男と知り合い、1976年頃は小川薫の用心棒のようなことをやっていた。これは関東の某親分が送りこんだもので1971年11月、王子製紙株主総会で総会屋同士の揉め事が起きた際に、当事者の小川から頼まれもしないのに親分が後ろ盾に入ろうとしたのはトルコが報告したとされる。
1978年、梶原一騎らとともに、大相撲の高見山と千代の富士をエースとして、フジテレビの放映による新団体「大日本プロレス」（のちにグレート小鹿が設立した同名団体とは無関係）設立を企てたが頓挫している（参照・梶原一騎#大日本プロレス設立計画）。
1980年2月27日に行なわれた、猪木VSウィリー・ウィリアムス戦ではレフェリーを務めた。翌1981年5月、アブドーラ・ザ・ブッチャーを新日本プロレスに移籍させ、当初はブッチャーのマネージャーとしても活動。力道山のマネージャー時代に親交を結んだ梶原一騎の梶原プロダクションに籍を置き、役員兼用心棒のような役目も担っていた。同時期、日本イスラム協会にも所属していた。
1983年6月、ブッチャーの著書『プロレスを10倍楽しく見る方法』（ワニブックス・1982年）のゴーストライターだったゴジン・カーンを恐喝した容疑で、梶原ともども逮捕された。
のちに由利徹に弟子入りし、喜劇俳優としても活動する傍ら、1990年代には栃木県大田原温泉にあるホテルの会長も務めていた。
湾岸戦争勃発1ヶ月前の1990年12月に、当時国会議員だったアントニオ猪木が自らイラクに赴いてスポーツと平和の祭典を行い、サッダーム・フセイン政権によってイラクからの出国を差し止められ事実上の人質として抑留されていた在留日本人の解放を果たしたのは、トルコの功績にもよる。この時どの航空会社も戦争状態に突入していたイラクに飛行機を手配することを拒否したが、トルコは自身のコネによりトルコ空港にチャーター機を手配させた。
増田俊也のノンフィクション『木村政彦はなぜ力道山を殺さなかったのか』の中で、1954年12月22日の「力道山対木村政彦戦」では、「力道山を応援していたけれど、KOされた木村さんのことも尊敬していたから複雑な気分だった」と述べている。
2010年、プロレス界の統一を企てるも実現には至らず。プロデュースを命じられたセッド・ジニアスによれば、5億円の資金をバックとし、同年12月31日の蔵前国技館でテレビ局生放送のもと旗揚げ、マッチメイクにはジャイアント馬場やシャープ兄弟、フリッツ・フォン・エリックら複数の物故者が含まれ、倍賞美津子らプロレスラー夫人によるブラ＆パンティマッチ、大鵬・ガッツ石松・大山倍達・ヒクソン・グレイシーらによるバトルロイヤル、ハーフタイムにはベートーベン・ゴッホ・八代亜紀・ピンク・レディーの歌謡ショー、荒川静香・ナディア・コマネチ・中山律子のアイスショーが設定されるなど奇想天外なものだったという。
晩年は、佐山聡（初代タイガーマスク）が主宰するリアルジャパンプロレスで、時折レフェリーを務めていた。80歳を過ぎても、2010年の雑誌インタビューでは「ユセフ・トルコ、当年とって80歳、おヘソの下は40歳！」「猪木を殺すまで私は死ねない」などと語り、健在ぶりをアピールした。
2013年10月18日に心臓関係の疾患により、83歳で死去。

## 出演

### 映画
- 怒れ! 力道山（1956年、東映）
- 東京のテキサス人（1957年、東宝）
- 夜霧の南京街（1957年）
- 東海道 弥次喜多珍道中（1959年、新東宝）
- 日本ロマンス旅行（1959年、新東宝） - ハリス
- 続スーパージャイアンツ 毒蛾王国（1959年、新東宝・富士映画） - ビアス皇太子
- 暴力娘（1959年）
- ワンマン今昔物語（1959年）
- 波止場野郎（1960年、第二東映）
- 摩天楼の男（1960年、日活）
- 黄金の掟（1960年、第二東映）
- まぼろし探偵 幽霊塔の大魔術団（1960年、新東宝） - ロッドタイガー
- 俺の故郷は大西部（1960年、日活） - クライトン
- 底抜け三平 危険大歓迎（1961年、新東宝）
- 私は嘘は申しません（1961年、新東宝）
- 続々 番頭はんと丁稚どん（1961年、松竹）
- 日本の首領 野望篇（1977年、東映） - アナンタ大統領
- 処刑遊戯（1979年、東映） - 本庄のガードマン
- 愛しのOYAJI 激突編 （2007年、OV）- アッサン・ハシム

### テレビドラマ
- 口笛探偵長（1959年）
- イガグリくん（1960年）
- チャンピオン太（1962年）
- 丹下左膳（1964年）
- アテンションプリーズ（1971年）
- 探偵物語 第12話「誘拐」（1979年） - レナート・サルバトーレ教授

## 著書
- 『波乱の半世紀 / 俺は日本人だ! 』（ジャパン・プロレスリング・ユニオン、1982年）
- 『こんなプロレス知ってるかい』（キングセラーズ、1984年）
- 『プロレスへの遺言状』（河出書房新社、2002年）